# Ситарас
Ситарас (грч. Σιταράς) је насељено место у општини Гребен у периферији Западна Македонија, Грчка. Према попису из 2021. године било је 10 становника.
Према бугарском географу и историчару, Василу Канчову, у Ситарасу је 1900. године живело 230 Грка. Село се раније звало Ситово.